# اینو ساندلین
اینو ساندلین (انگلیسی: Eino Sandelin; ۱۶ دسامبر ۱۸۶۴ – ۱۵ اکتبر ۱۹۳۷) قایقران، و قایقران قایق بادبانی اهل فنلاند بود.